# Callohesma calliopsiformis
Callohesma calliopsiformis là một loài Hymenoptera trong họ Colletidae. Loài này được Cockerell mô tả khoa học năm 1905.

## Hình ảnh

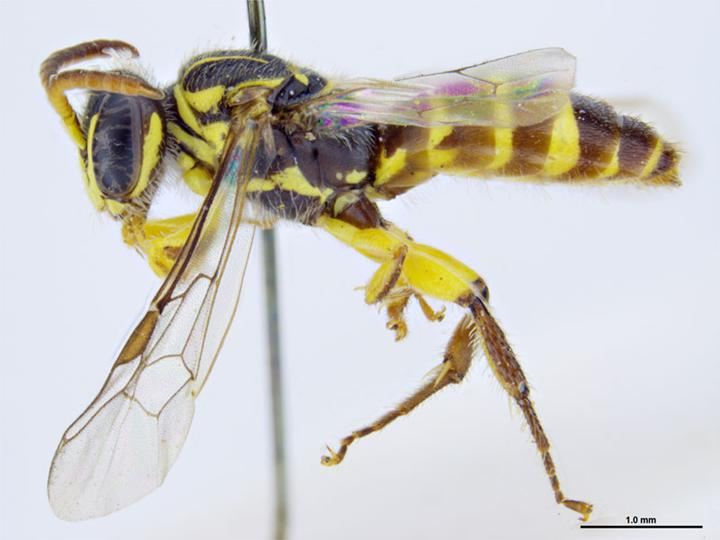